# Rockstar Magazin
A Rockstar Magazin egy havonta megjelenő, nyomtatott, országos zenei magazin.

## Története
2019 elején lépett be a zenei, és kulturális piacra az országos ROCKSTAR Magazin, amely azóta a hazai zenei élet egyik legfontosabb fórumaként funkcionál.
Magyarország egyetlen országos terjesztésű, zenei tartalmú magazinja. A kiadvány 64+4 oldalas, 4000 példányban jelenik meg, megtalálható az Inmedio és a Relay teljes országos hálózatában, valamint az országban található összes pavilonban.
A hangsúlyt a hazai szcénára fekteti, de a nemzetközi palettából is válogat. Tartalmi szempontból a fókuszt olyan zenéhez kapcsolódó témákra helyezi, amelyek a laikus és a szakmabeli olvasók számára is érdekesek lehetnek.
Nevében a “rockstar” szó nem a rockzenére utal (bár természetesen teret ad ennek a műfajnak is), hanem az emberek életigenlő, pozitív és aktív attitűdjére.
Online felülete, a rockstar.hu a hazai online programajánló felületek között az egyik legnagyobb, meghatározó szereplő.